# Росо, Джовани
Джовани Росо (хорв. Đovani Roso; 17 ноября 1972, Сплит, СФРЮ) — хорватский футболист, полузащитник. В начале 2000-х годов был одним из лучших плеймейкеров израильского чемпионата.

## Биография
Росо родился в Сплите, его родители эмигранты из Италии. Перед тем, как он начал профессиональную карьеру, он играл в молодёжной команде сплитского «Хайдука». В хорватской первой лиге играл за «Задар» и столичный клуб «Загреб». В «Загребе» провёл 3 сезона, затем уехал в Израиль.
Первым его клубом в Израиле был «Хапоэль» из города Беэр-Шева. По приглашению тренера Эли Гутмана он пришёл в клуб и скоро привёл команду к её первой победе в национальном Кубке. Затем полузащитник вместе с тренером перешёл в «Хапоэль» (Хайфа), в составе которого выиграл чемпионат сезона 1998/99. Год он играл в иерусалимском «Бейтаре», год этот, впрочем, выдался не слишком удачный.
В 2001 году перешёл в «Маккаби» (Хайфа). Он был назван игроком года в сезоне 2001/02 и помог клубу отстоять чемпионский титул. Также «Маккаби» стала первой израильской командой, прошедшей квалификацию Лиги чемпионов. Именно Росо забил два гола в ключевом квалификационном матче с австрийской командой «Штурм». «Маккаби» занял затем третье место в группе на первом групповом этапе, вёл некоторое время в игре с «Манчестер Юнайтед» на «Олд Траффорд», обыграл 3:0 греческий «Олимпиакос» и разгромил со счётом 3:0 тот же «Манчестер Юнайтед» в матче-реванше на Кипре. Впрочем, в последнем матче у англичан играл далеко не первый состав.
С июля 2005 года являлся игроком «Маккаби» из Тель-Авива. Летом 2007 года вернулся в Хайфу играть за местный «Маккаби». В 2008—2009 годах играл за «Хайдук».
В сборной Хорватии дебютировал 20 ноября 2002 года в матче с Румынией, вышел на 76 минуте, заменив Жасмина Агича. Всего в сборной Хорватии играл в период с 2002 по 2004 год, провёдя за это время 19 игр и забив 1 гол. Играл на чемпионате Европы в Португалии, где провёл все три игры.
Женат. Вместе с женой растит сына. С 2007 года гражданин Израиля. Живёт в Израиле.
Свободно владеет ивритом. С 2011 года работал спортивным комментатором на израильском канале «Аруц ХаСпорт». С 2015 года работает на канале «Хот3» (Израиль).

## Достижения

### Командные
- Чемпион Израиля (4): 1998/99, 2001/02, 2003/04, 2004/05
- Обладатель Кубка Израиля: 1997
- Обладатель Кубка Тото: 2001/02

### Личные
- Футболист года в Израиле (2): 1998/99, 2001/02[4]